# Сарново (гміна Бонево)
Сарново (пол. Sarnowo) — село в Польщі, у гміні Бонево Влоцлавського повіту Куявсько-Поморського воєводства.
Населення — 94 особи (2011).
У 1975-1998 роках село належало до Влоцлавського воєводства.

## Демографія
Демографічна структура станом на 31 березня 2011 року:
|          | Загалом | Допрацездатний вік | Працездатний вік | Постпрацездатний вік |
| -------- | ------- | ------------------ | ---------------- | -------------------- |
| Чоловіки | 49      | 8                  | 38               | 3                    |
| Жінки    | 45      | 10                 | 22               | 13                   |
| Разом    | 94      | 18                 | 60               | 16                   |